# Chris Moneymaker
Christopher Bryan Moneymaker (Atlanta,  21 de novembro de 1975) é um jogador de pôquer profissional vencedor da World Series of Poker em 2003.

## Biografia
Moneymaker concluiu seus estudos na Farragut High School e posteriormente formou-se mestre em contabilidade na universidade University of Tennessee. Antes de iniciar sua carreira no poker trabalhava como contador em Tennessee.
Atualmente Chris é casado e tem uma filha chamada Ashley.

## Carreira no pôquer
Moneymaker era um jogador amador até conseguir, através do site de poker on-line Poker Stars, uma vaga para disputar a World Series of Poker, com todas as despesas cobertas pelo site. Era sua primeira participação em um torneio de poker.
Com um desempenho excepcional, Chris superou 829 jogadores. Na mesa final Moneymaker disputou com jogadores consagrados como Phil Ivey e Sam Farha, em sua última mão um Full house tornou-lhe campeão, recebendo o prêmio de 2,5 milhões de dólares.
Após a vitória, abandonou seu emprego e passou a dedicar-se exclusivamente ao poker.
Disputou posteriormente uma etapa da World Poker Tour, finalizando como vice-campeão e ganhando um prêmio de 200 mil dólares.

## Curiosidades
Hoje Chris é patrocinado pelo site PokerStars, divulgando a marca nos torneios em que disputa.
Em março de 2005 lançou sua autobiografia intitulada Moneymaker: How an Amateur Poker Player Turned $40 into $2.5 Million at the World Series of Poker.